# Acolutha shirozui
Acolutha shirozui är en fjärilsart som beskrevs av Inoue 1955. Acolutha shirozui ingår i släktet Acolutha och familjen mätare. Inga underarter finns listade i Catalogue of Life.